# Потужний Микола Никодимович
Потужний Микола Никомодович (1919, Горобіївка — 25 вересня 1943, Овчинець) — Герой Радянського Союзу. Випускник Московського піхотного училища, член КПРС, командир мінометної роти 1150-го стрілкового полку 121-ї гвардійської стрілецької дивізії. Двічі поранений. Відзначився при форсуванні річки Іпуть та звільнення села Овчинець.

## Біографія
Микола Никомодович народився в 1919 році в селі Горобіївка, що на Канівщині, в українській сім'ї. Закінчив семилітню школу. Призваний до армії в серпні 1941 року. У цьому році закінчив Московське піхотне училище та був посланий на фронт. 
У серпні 1942 році, разом із ротою, був учасником бойових дій у районі села Кумове Калузької області, від якої він пішов переможцем, спаливши протитанковою зброєю головний танк німців. Далі Микола бився за село Кукуївка, що в Орловській області.
25 вересня 1943 року його дивізія підійшла до річки Іпуть, щоб завоювати село Овчинець. У цій битві Потужний був смертельно поранений скалками гранати, і, не дійшовши до медлікарні, все ж загинув.
Наказом Президії Верховної Ради СРСР від 15 січня 1944 року командиру мінометної роти 1150-го стрілкового полку 121-ї гвардійської стрілкової дивізії капітану Потужному Миколаю Никомодимовичу посмертно присвоїно звання Герою Радянського Союзу.

## Пам'ять
На честь нього названа одна з вулиць Канева

## Нагороди
- Орден Леніна (15.01.1944, посмертно);
- Герой Радянського Союзу (15.01.1944, посмертно)
- Орден Червоного Прапора (05.11.1942);
- Орден Вітчизняної війни II ступеня (15.03.1943).